# Salim Benali
Salim Benali (en arabe : سليم بن علي) est un footballeur algérien né le 3 décembre 1986 à Oran. Il évolue au poste d'arrière gauche à l'ES Mostaganem.

## Biographie
Salim Benali évolue en première division algérienne avec les clubs du MO Béjaïa et du MC Oran.
Il dispute un total de 61 matchs en première division.
Il participe à la Coupe de la confédération en 2016 avec le club de Béjaïa (quatre matchs joués).

## Palmarès
MO Béjaïa
| - Championnat d'Algérie : - Vice-champion : 2014-15. - Coupe d'Algérie (1) : - Vainqueur : 2014-15. |  | - Supercoupe d'Algérie : - Finaliste : 2015. - Championnat d'Algérie D2 (1) : - Champion : 2017-18. |